# Nelson (canton)
Pour les articles homonymes, voir Nelson.
Nelson était une municipalité de canton canadienne du Québec située dans la municipalité régionale de comté de L'Érable et la région administrative du Centre-du-Québec. Elle était adjacente à la municipalité de paroisse de Sainte-Agathe, qui est de la municipalité régionale de comté de Lotbinière, dans la région administrative de Chaudière-Appalaches.
La municipalité de canton de Nelson est fusionnée avec la municipalité de paroisse de Sainte-Agathe le 19 janvier 1985, qui elle est fusionnée avec la municipalité de village de Sainte-Agathe en 1999 pour former la municipalité de Sainte-Agathe-de-Lotbinière.

## Étymologie
Le canton a eu ce nom en l'honneur de Horatio Nelson, un vice-amiral britannique.

## Histoire
- 1804 - Proclamation du canton de Nelson[2].
- 1er juillet 1855[3] - Érection de la municipalité de canton de Nelson.
- 1875 - Érection canonique de la paroisse de Sainte-Anastasie-de-Nelson à partir de terres du canton de Nelson[4].
- 19 janvier 1985[5] - Regroupement de la municipalité de canton de Nelson avec la municipalité de paroisse de Sainte-Agathe.
- 3 février 1999[6] - Constitution de la municipalité de Sainte-Agathe-de-Lotbinière à la suite de la fusion de la municipalité de village de Sainte-Agathe avec la municipalité de paroisse de Sainte-Agathe[7].